# Mirab Hararghe
Mirab Hararghe är en zon i Etiopien.   Den ligger i regionen Oromia, i den centrala delen av landet, 230 km öster om huvudstaden Addis Abeba. Antalet invånare är 1 871 706.